# St. Laurentius (Freienorla)

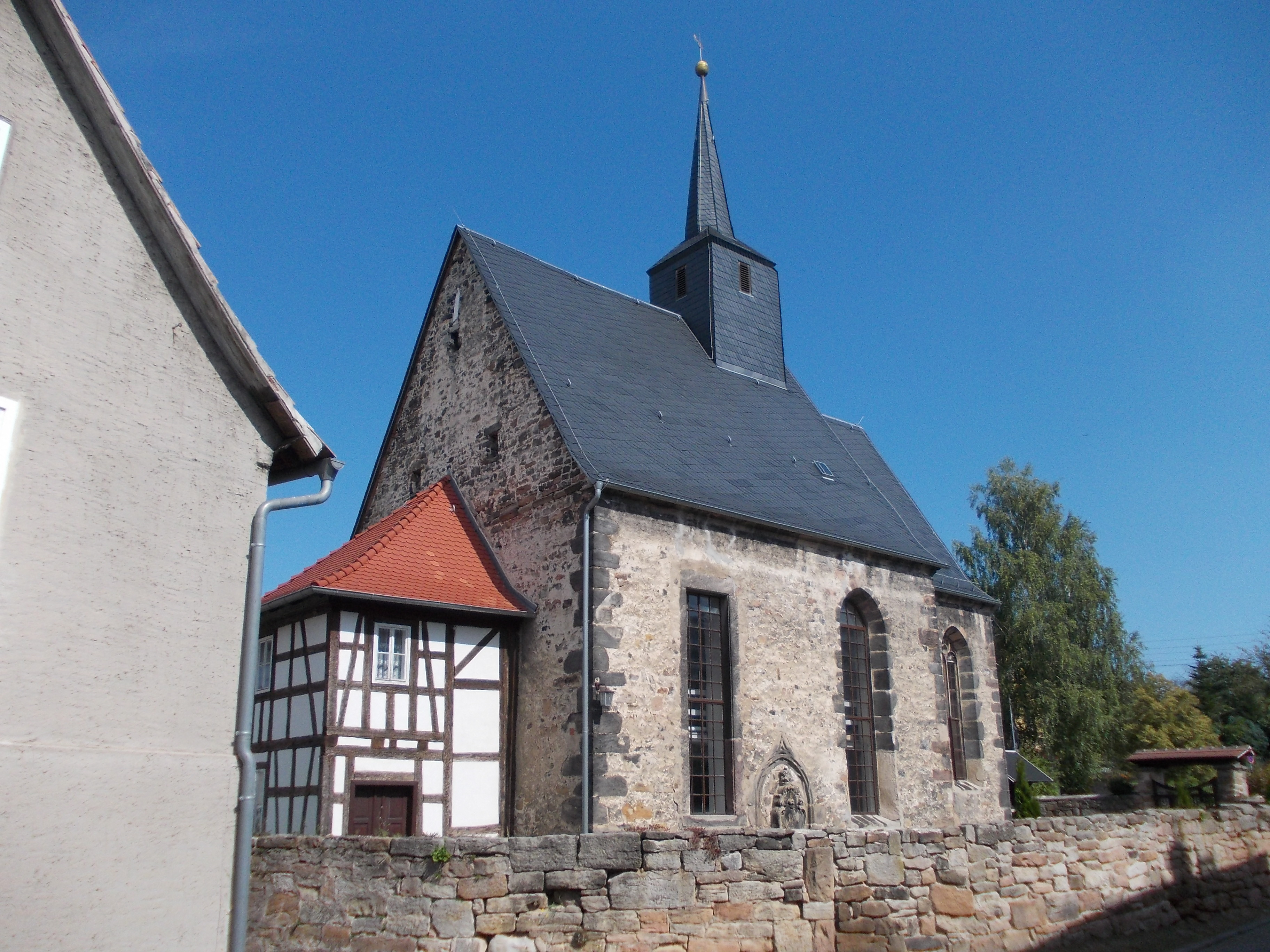
Freienorla, St. Laurentius

Die evangelisch-lutherische Filialkirche St. Laurentius steht in Freienorla, einer Gemeinde im Saale-Holzland-Kreis in Thüringen. Sie ist nach dem heiligen Laurentius von Rom benannt. Die Kirche St. Laurentius gehört zum Gemeindeteil Pritschroda der Kirchengemeinde Freienorla des Pfarrbereiches Langenorla des Kirchenkreises Schleiz der Evangelischen Kirche in Mitteldeutschland.

## Beschreibung
Die um 1500 erbaute und später nur wenig veränderte Saalkirche mit einem Dachreiter hat südlich einen eingezogenen leicht gestreckten Chor mit dreiseitigem Abschluss. Im Chor befinden sich zwei Sakramentsnischen aus der Erbauungszeit. In einem Anbau aus Fachwerk befand sich die über die Empore erreichbare Patronatsloge.
1821 wurde die Kirche umfassend instand gesetzt. Die Flachdecke des Kirchenschiffs ist bemalt. Das Innere wurde 1981 bis 1985 restauriert. Die Mauern haben keine Strebepfeiler. Die hohen zweibahnigen Fenster im Chor sind mit erneuertem Maßwerk versehen. Aus der Erbauungszeit stammen am Chorscheitel Reste gemalter Heiliger, ferner sind an der Chorsüdseite Abbruchsspuren der Sakristei zu sehen. Das kielbogige Portal im Süden des Kirchenschiffes mit Gewände aus filigranem Stabwerk ist heute vermauert. In ihm steht heute ein barockes Grabmal, dessen Inschrift bis zur Unleserlichkeit verwittert ist.
Der Innenraum ist sonst von neuzeitlichen Umbauten geprägt. Die umlaufenden, an Nord- und Westseite des Kirchenschiffes zweigeschossigen Emporen, die in Teilen aus dem 18. Jahrhundert stammen, erhielten ihre heutige Gestalt 1821. Ihre Brüstungen haben Baluster bzw. sind bemalt.
Die vor dem Triumphbogen stehende klassizistische Kanzel und das beschädigte Taufbecken in Gestalt einer Vase, die auf einem kubischen Untersatz steht, stammen ebenfalls von 1821. Auf der Empore des Chors, deren Brüstung bemalt ist, steht eine kleine Orgel mit geschnitztem Prospekt. Sie hat neun Register, verteilt auf ein Manual und Pedal, und wurde 1746 von Justinus Ehrenfried Gerhard gebaut. Sie wurde 1989 durch Hartmut Schüßler instand gesetzt.
Im Dachreiter befinden sich zwei Glocken. Die ältere von Melchior Mörinck aus Erfurt im Jahr 1611 gegossene trägt die Inschrift: ANNO MDCXI (1611) GOS MICH IM NAMEN GOTTES HIERONYMUS MOERINCK ZU ERFURDT. 2007 goss Rudolf Perner die zweite kleinere Glocke.